# Campeonato de Azerbaiyán de Ciclismo en Ruta
Los Campeonatos de Azerbaiyán de Ciclismo en Ruta se organizan anualmente desde el año 2012 para determinar el campeón ciclista de Azerbaiyán de cada año. El título se otorga al vencedor de una única carrera. El vencedor obtiene el derecho a portar un maillot con los colores de la Bandera de Azerbaiyán hasta el Campeonato de Azerbaiyán del año siguiente.
El corredor más laureado es Maksym Averin, con dos victorias.

## Palmarés

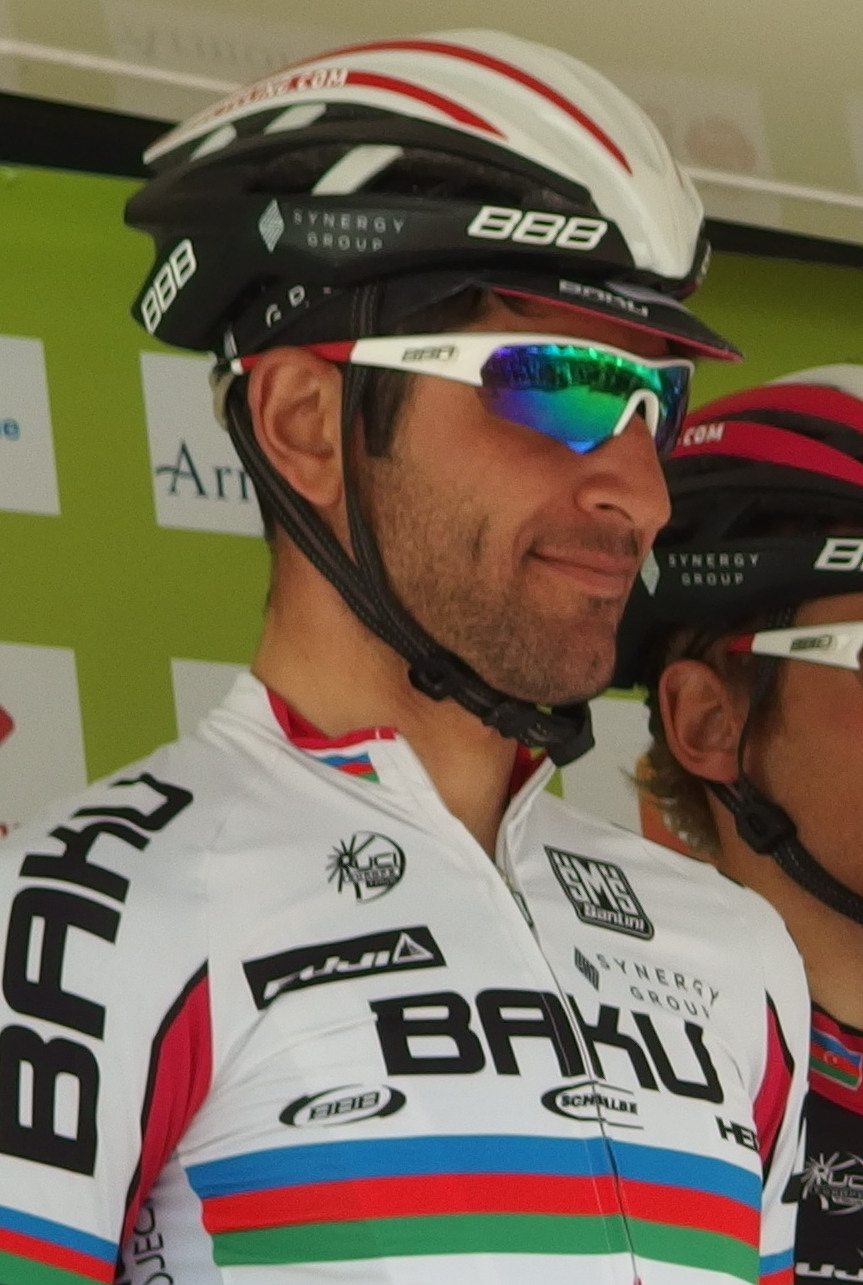
Elchin Asadov campeón en 2014.

| Año  | Ganador               | Segundo          | Tercero          |
| 2012 | Oleksandr Surutkovych | Elchin Asadov    | Tural Isgandarov |
| 2013 | Samir Jabrayilov      | Tural Isgandarov | Elchin Asadov    |
| 2014 | Elchin Asadov         | Tural Isgandarov | Samir Jabrayilov |
| 2015 | Maksym Averin         | Elchin Asadov    | Samir Jabrayilov |
| 2016 | Maksym Averin         | Samir Jabrayilov | Elchin Asadov    |
| 2017 | Elgun Alizada         | Musa Mikayilzade | Elchin Asadov    |
| 2018 | Kyrill Pozdnyakov     | Samir Jabrayilov | Elchin Asadov    |
| 2019 | Elchin Asadov         | Samir Jabrayilov | Musa Mikayilzade |
| 2020 | No se disputó         | No se disputó    | No se disputó    |
| 2021 | Musa Mikayilzade      | Samir Jabrayilov | Shahin Eyvazov   |
| 2022 | Elchin Asadov         | Musa Mikayilzade | Mahmud Mammadov  |
| 2023 | Ali Gurbianov         | Musa Mikayilzade | Samir Jabrayilov |
| 2024 | Musa Mikayilzade      | Mahmud Nevzat    | Yusif Ismayilov  |